# Max (glassmärke)
Max är en serie barnglassar som ägs av nederländska Unilever och lanserades i Sverige av GB Glace. Som symbol för glassarna används det tecknade djungeldjuret Max, som även fanns som serietidning.
I Sverige fanns Max-glassarna mellan 1998 och 2000. Max Skattkista togs upp i konsumentprogrammet Plus för att bara halva förpackningen var glass. Resten var luft och en liten leksak.
Max-glassarna finns kvar i Turkiet, och i Asien heter Max-glassarna Paddle Pop.

## Max i Sverige
- Max Vanilj
- Max Piggelin
- Max Skattkista
- Max Twinni
- Max Mini strut